# Liv und Maddie
Liv und Maddie (Originaltitel: Liv and Maddie) ist eine US-amerikanische Jugend-Sitcom der Walt Disney Company. Produziert wird die Serie von It’s a Laugh Productions für den Disney Channel. In dieser Disney Channel Original Series geht es um die unterschiedlichen Zwillinge Liv und Maddie Rooney. Die Erstausstrahlung der Fernsehserie fand am 19. Juli 2013 nach dem Disney Channel Original Movie Teen Beach Movie statt. Die deutschsprachige Erstausstrahlung fand am 24. November 2014 auf dem Free-TV-Sender Disney Channel statt.

## Handlung
Die Serie dreht sich um die 15-jährigen, eineiigen Zwillinge Liv und Maddie Rooney, die unterschiedlicher nicht sein könnten. Liv ist ein fröhliches, energiegeladenes Mädchen und spielt eine Hauptrolle in einer Fernsehserie, während Maddie eine sportlich aktive Basketball-Spielerin in der Schulmannschaft ist. Als Liv aus Hollywood nach Hause nach Wisconsin zurückkehrt, müssen sie schnell feststellen, dass Konfrontationen zwischen den beiden nicht ausbleiben, vor allem dann, als Liv zum Star an Maddies High-School wird.

## Figuren

### Hauptfiguren
Olivia „Liv“ Rooney (Dove Cameron) ist eine der Zwillingsschwestern. Zu Beginn der Handlung kehrt sie aus Hollywood zurück, wo sie mehrere Jahre gelebt hat und Star ihrer eigenen Fernsehsendung Sing it Loud war. Sie interessiert sich sehr für Mode und Musik. Zu Beginn führte sie eine Beziehung mit dem Skateboarder Miller White, die sie aber in Skate-a-Rooney (1.06) beendet. In der Folge Sweet 16-A-Rooney (1.09) wird sie 16 Jahre alt. Da sie um 23:56 Uhr geboren wurde und sechs Minuten älter ist als Maddie, ist Livs Geburtstag einen Tag früher als der ihrer Schwester. Gegen Ende der ersten Staffel versucht sie, die Rolle eines Werwolfes in einer Buchverfilmung zu bekommen. In Flashback-A-Rooney erzählt Karen, dass „Olivia“ ihr richtiger Name ist. Sie spielt in der Serie Voltage, die in ihrem Heimatort gedreht wird, die Superheldin Sky Volt. Sie kommt in der Mitte der 3. Staffel mit Holden zusammen. In der 4. Staffel beendet sie ihre Rolle als Sky Volt. In Kalifornien nimmt sie ihre alte Rolle aus Sing it Loud im zweiten Teil der Sendung an.
Madison „Maddie“ Rooney (Dove Cameron) ist die jüngere der Zwillingsschwestern. Sie ist, anders als ihre Schwester, sportlich aktiv und Kapitänin des Basketballteams in ihrer Schule. Sie führt mit Diggie eine Beziehung, die beiden trennen sich aber Anfang der dritten Staffel. Später entwickelt sie Interesse für Josh, der in der 3. Staffel nach Wisconsin kommt und in Voltage mitspielt. Sie kommt Mitte der Staffel drei mit ihm zusammen, zum Ende der 3. Staffel kommt sie jedoch wieder mit Diggie zusammen. Sie benutzt häufig den Ausdruck „Bam! Was?!“ (im Original „Bam! What?!“). In Flashback-A-Rooney erzählt Karen, dass „Madison“ ihr richtiger Name ist.
Joseph „Joey“ Gilligeon Rooney (Joey Bragg) ist der um ein Jahr jüngere Bruder von Liv und Maddie. Er interessiert sich für Technologie und wird als Nerd beschrieben. Er hat wenig Erfolg bei Mädchen, abgesehen von Willow, die er wiederum nicht mag. Am Ende der 3. Staffel lässt er das Haus der Familie einstürzen, weshalb alle nach Kalifornien ziehen. Ab der vierten Staffel ist er der beliebteste Schüler der Schule und nennt sich Falke (im Original Falcon).
Parker Ernest Rooney (Tenzing Norgay Trainor) ist mit zu Beginn elf Jahren das jüngste Kind der Familie, Fünftklässler an einer nicht näher genannten Schule. Er ist intelligent für sein Alter, stellt aber auch viel Blödsinn an, beispielsweise lässt er auf dem Klo die Tür offen und hat ein raffiniertes Tunnelsystem durch das ganze Haus gebaut.
Karen Rooney (Kali Rocha) ist die Mutter von Liv und Maddie. Sie arbeitet als Schulpsychologin. In der 2. Staffel wird sie Konrektorin an der Ridgewood Highschool, der Schule von Liv, Maddie und Joey. Sie beruft manchmal Familientreffen ein. Ihre Lieblingsserie ist Downton Abbey und sie hat Angst vor Clowns.
Pete Rooney (Benjamin King) ist der Vater der Familie und Trainer von Maddies Sportteam. Er würde gern seinen Sohn Joey dazu bringen, in eine Sportmannschaft einzutreten. Sein Hobby ist Grillen. Maddie und Diggie gegenüber tut er so, als ob er Diggie nicht mag.
Ruby (Lauren Lindsey Donzis) ist die Cousine von Liv, Maddie, Joey und Parker. Sie teilt sich ab der 4. Staffel ein Zimmer mit Liv und Maddie in L.A., weshalb sie sie Fast-Schwester nennen. Sie spielt mit Liv zusammen in Sing it Loud 2 mit.

### Nebenfiguren
Holden Dippledorf (Jordan Fisher) ist ein Nachbar der Rooney Familie. Er hat ein Auge auf Liv geworfen und nach einem Auftritt in der Sendung „Nimbus @ Night“ gesteht er ihr seine Liebe. Doch Liv lehnt ab, weil er damit ihre Freundin Andy verletzt hat. In der Mitte der 3. Staffel kommen sie jedoch zusammen, da Andy bemerkt, dass Liv Gefühle für Holden hat, und ihr rät, mit ihm auszugehen.
Willow (Jessica Marie Garcia) ist eine Freundin von Maddie, da beide in derselben Mannschaft spielen. Sie ist in Joey verknallt, der ihre Gefühle aber nicht erwidert, sondern eher Angst vor ihr hat. Am Anfang der 3. Staffel gründet sie zusammen mit Liv, Andy und Holden die Band „The Dream“ mit der sie am Bandwettstreit ihrer Schule teilnehmen und als Sieger zurückkehren. Am Anfang der 4. Staffel bemerkt Joey, dass er doch Gefühle für Willow hat. Die Beziehung hält jedoch nicht lange und während der 4. Staffel trennen sich die beiden wieder.
Diggie Smalls (Ryan McCartan) spielt in der Jungen-Basketballmanschaft der Schule (und ist genauso wie Maddie Kapitän). In der ersten Folge beginnt er eine Beziehung mit Maddie. Als er glaubt, Maddie würde wegziehen, will er Maddie seine Gefühle für sie offenbaren.
Stains (Bridgette Shergalis) ist auch in Maddies Team. Sie ist recht klein.
Ocean (Cozi Zuehlsdorff) freundet sich mit Liv in der Schule an. Ihre Familie wohnt auf einer Sonnenblumenfarm, wo sie wenig Zugang zu moderner Technik haben, sodass sie auch nichts von Livs Fernsehkarriere weiß. Sie lernt mit Liv zusammen Spanisch und soll sich mit Liv anfreunden, obwohl die beiden wenig gemeinsam haben. Ocean kommt im ursprünglichen Piloten vor, danach jedoch nur noch in zwei frühen Folgen.
Artie Smalls (Jimmy Bellinger) geht mit Joey in eine Klasse. Die beiden streiten oft miteinander, wer von ihnen der Bessere und Klügere ist. In Moms-A-Rooney (1.15) wird gezeigt, dass er ein großer Fan von Liv ist. Er nutzt jede Gelegenheit, um mit Liv zusammenzukommen. Artie hat drei Lakaien, die immer an seiner Seite sind und alles tun, was er verlangt. Außerdem ist er der Bruder von Diggie, der sein Vorbild ist. Artie ist ein begnadeter Koch.
Andy (Victoria Moroles) ist eine gute Freundin von Liv. Sie hat mehrere Brüder und ist eine Meisterin mit der Lötlampe. Sie war als Erste mit Holden zusammen. Dieser macht aber bei der Fernsehshow „Nimbus @ Night“ mit ihr Schluss.
Aubrey (Audrey Whitby) ist eine Schülerin. Sie interessiert sich genau wie Artie und Joey für Comics.

## Besetzung und Synchronisation
Die deutsche Synchronisation der Serie wurde bei der SDI Media Germany nach Dialogbüchern von Sabine Bohlmann, Tim Schwarzmaier, Andrea Pichlmaier, Thomas Stegherr, Kai Medinger und Domenic Redl unter der Dialogregie von Bohlmann erstellt.
| Rolle                    | Schauspieler           | Episoden    | Dt. Synchronsprecher |
| Hauptrollen              | Hauptrollen            | Hauptrollen | Hauptrollen          |
| ------------------------ | ---------------------- | ----------- | -------------------- |
| Liv Rooney               | Dove Cameron           | 1.01–4.15   | Maresa Sedlmeir      |
| Maddie Rooney            | Dove Cameron           | 1.01–4.15   | Maresa Sedlmeir      |
| Joey Rooney alias Falcon | Joey Bragg             | 1.01–4.15   | Tim Schwarzmaier     |
| Parker Rooney            | Tenzing Norgay Trainor | 1.01–4.15   | Laurin Lechenmayr    |
| Karen Rooney             | Kali Rocha             | 1.01–4.15   | Ulla Wagener         |
| Pete Rooney              | Benjamin King          | 1.01–3.20   | Jakob Riedl          |
| Ruby                     | Lauren Lindsey Donzis  | 4.01–4.15   |                      |
| Nebenrollen              |                        |             |                      |
| Diggie                   | Ryan McCartan          | 1.01–4.15   | Max Felder           |
| Willow alias Winifred    | Jessica Marie Garcia   | 1.02–4.15   | Eva Petzenhauser     |
| Johnny Nimbus            | Kurt Long              | 1.06–4.15   | Mike Carl            |
| Artie                    | Jimmy Bellinger        | 1.08–4.15   | Julian Rehrl         |
| Andie Gustamante         | Victoria Moroles       | 2.09–4.15   | Leslie-Vanessa Lill  |
| Holden Dippledorf        | Jordan Fisher          | 2.14–3.18   | Maximilian Belle     |
| Josh Willcox             | Lucas Adams            | 3.03–3.19   | Patrick Roche        |
| Val Wishart              | Chloe East             | 4.01–4.15   | Liv Wagener          |
| Finch                    | Amarr Wooten           | 4.01–4.15   | Manuel Scheuernstuhl |
| Skeeter Parham           | J.J. Totah             | 4.01–4.15   | Max Schira           |
| Aubrey                   | Audrey Whitby          | 4 Folgen    |                      |

## Produktion
Die Serie wurde ursprünglich unter dem Titel Bits and Pieces entwickelt, wozu im Sommer 2012 ein Pilot gedreht wurde. Die Serie sollte sich um zwei Familien drehen, die nach einer Hochzeit zusammenwachsen, doch das Konzept wurde zu einer Familie mit Zwillingen geändert. Bei den Programmhighlights für das Jahr 2013/2014 gab der Disney Channel die Produktion der Sitcom Liv and Maddie bekannt. Am 8. März 2013 erhielt die Newcomerin Dove Cameron die Doppelhauptrolle der Zwillinge Liv Rooney und Maddie Rooney. Da Cameron beide Rollen spielt, kommen beim Dreh, insbesondere wenn nicht das Gesicht gezeigt wird, teilweise andere Schauspielerinnen zum Einsatz, namentlich Shelby Wulfert als Maddie und Emmy Buckner als Liv. Die Produktion der ersten Staffel begann im April 2013.
Am 13. Januar 2014 bestellte der Disney Channel eine zweite Staffel mit zunächst 13 Episoden.
Am 21. Dezember 2015 kündigte die Hauptdarstellerin Dove Cameron an, dass es eine 4. Staffel der Serie geben wird.

## Ausstrahlung

### Staffelübersicht
| Staffel | Episodenanzahl | Erstausstrahlung USA | Erstausstrahlung USA | Deutschsprachige Erstausstrahlung | Deutschsprachige Erstausstrahlung |
| Staffel | Episodenanzahl | Staffelpremiere      | Staffelfinale        | Staffelpremiere                   | Staffelfinale                     |
| ------- | -------------- | -------------------- | -------------------- | --------------------------------- | --------------------------------- |
| 1       | 21             | 19. Juli 2013        | 24. Juli 2014        | 24. November 2014                 | 7. September 2015                 |
| 2       | 24             | 21. September 2014   | 23. August 2015      | 7. April 2015                     | 3. Februar 2016                   |
| 3       | 20             | 13. September 2015   | 19. Juni 2016        | 1. Februar 2016                   | 11. Oktober 2016                  |
| 4       | 15             | 23. September 2016   | 24. März 2017        | 19. Juni 2017                     | 7. Juli 2017                      |

### Vereinigte Staaten
Die erste Folge wurde als Preview nach der Premiere des Fernsehfilmes Teen Beach Movie am 19. Juli 2013 ausgestrahlt. Die Folge wurde von 5,78 Millionen Zuschauern gesehen und ist nach Shake It Up – Tanzen ist alles und Die Zauberer vom Waverly Place eine der erfolgreichsten Premieren auf dem Disney Channel. Die reguläre Ausstrahlung läuft seit dem 15. September 2013.

### Deutschland
Der Disney Channel zeigt die Serie seit dem 24. November 2014. Am 7. April 2015 begann der Disney Channel die 2. Staffel auszustrahlen. Die 4. Staffel wurde vom 19. Juni 2017 bis zum 7. Juli 2017 ausgestrahlt.

## Rezeption
Die Pilotfolge erreichte 5,8 Millionen Zuschauer in den USA und bildet somit den erfolgreichsten Serienstart im Disney Channel seit der Premiere von Shake It Up im Jahr 2010. Von den Zuschauern waren 2,7 Millionen zwischen 6 und 11 Jahren, in dieser Altersgruppe ist Liv and Maddie der zweiterfolgreichste Serienstart des Senders überhaupt.